# 傅种孙

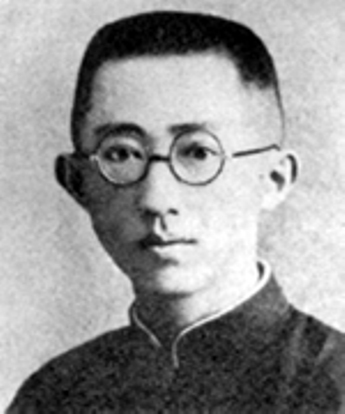
傅种孙

傅种孙（1898年2月27日—1962年1月18日），字仲嘉，男，江西高安人，中华民国及中华人民共和国数学教育家，北京师范大学一级教授。

## 生平
1898年2月27日，傅种孙生于江西省高安县珠湖村。左腿因为幼年长疮而微残。自幼随父辈接受私塾教育，擅长作桐城派古文。老友夏宇众评论“仲嘉为文，笔力透纸”。1910年父亲去世，遗嘱不让傅种孙辍学。该年他是筠北高小一年级学生。当时，傅家破落至仅剩三亩半田，一目失明的寡母带五个孩子生活，无力耕种，靠纺织糊口。傅种孙高小毕业后，先入南昌江西省立第二中学，因喜欢几何而写出一篇有关轨迹的论文。1916年自宜春江西省立第八中学毕业。家庭无法供他自费念大学。暑假因事赴南昌，遇一位老师告诉他提供公费的北京高等师范学校（北京师范大学的前身）在南昌招收两名江西籍学生。傅种孙仓促应试，被录取入该校数理部。
傅种孙是在中国传播现代数学思想的早期开拓者。数理逻辑、非欧几何、数学公理化思想都是由傅种孙最早介绍到中国。傅种孙还是数论和近世代数的早期传播者。1917年北京高等师范学校成立数理学会，1918年春季又创办《数理杂志》。学会半年改选一次，傅种孙是第二届副会长、第三届正会长，直到1921年一直是《数理杂志》的编辑。《数理杂志》刊行7年共15期，发表了傅种孙的16篇文章。傅种孙对中国数学史和中国古算感兴趣。其文章《大衍（求一术）》是中国采用现代数学观点研究中国古算的第一例。傅种孙译的O. Veblen（维布伦）的《几何学的基础》是在中国发表的首部几何基础理论著作。1920年，英国数学家B. A. W. Russell（罗素）来华访问，1921年3月在北京大学讲新出现的数理逻辑。傅种孙事先为罗素的《数学哲学引论》（Introduction to Mathematical Philosophy）写了一篇题为《罗素算理哲学入门》的摘要，刊登在《数理杂志》上。后又在1922年和张邦铭将全书译为中文，书名定为《罗素算理哲学》，从而最早将数理逻辑引入中国。
1920年大学毕业后，1920年至1926年，傅种孙在北京高等师范学校（后改为国立北京师范大学）附属中学任教。1921年调回数理部，破格以讲师录用，仍在附属中学兼课。同时又考入北京高等师范学校数学研究科，1923年毕业并获学士学位。1920年，傅种孙捐出一所祖产房屋，和同族6人共同出资兴办珠湖小学，傅种孙任董事。这是珠湖村第一所小学。族人为此在傅氏家谱内著《珠湖小学校记》。
1922年11月壬戌学制产生。同年暑后，北京高等师范学校附中已试办三三制初级中学。当时领导数学课程改革实验的是科主任程廷熙，傅种孙为他出谋划策。当时拟采用混合法教授初中数学，程廷熙、傅种孙乃合编出一套《初级混合数学》共6册。
1924年11月，北京女子师范大学爆发驱逐校长杨荫榆风潮。鲁迅站在学生一边同政府方面斗争一年。政府发出训令停办北京女子师范大学时，风潮转为复校运动。数十位教师率学生另组北京女子师范大学。以鲁迅为首的义务教师名单中，就有傅种孙。
1926年，因北洋政府停发教育经费，国立学校教师长期欠薪，傅种孙乃回南昌江西省立第二中学任教。1928年冬，国立北平大学第一师范学院当局接纳学生意见，请傅种孙返回母校。经物理系教授张贻惠推荐，以教授名义致聘，并负责代拆代行数学系事务。在傅种孙指导下，国立北平师范大学数学学会又发行了《数学季刊》。
1929年，傅种孙联合附中的教员集股筹款，创办厂甸师大附中算学丛刻社，影印大学及高中英文数学课本，按中国书市的价格出售，以解决高中生无钱购买外文教科书的问题。他还用丛刻社的盈余聘专家编写初中、高中数学课本，他自任总编辑。到1935年，除了高中代数之外，其他数学课本已全部出版。他自己撰写的《高中平面几何》即其中一册，1933年初版，至1937年共印四版。
抗日战争之前，先后兼任北京女子师范大学、北平女子文理学院、北京大学、北平辅仁大学教授。1933年当选北平市数学会理事长秘书。1935年当选中国数学会评议委员兼《数学杂志》编辑。
1937年七七事变爆发，同年10月下旬，傅种孙只身投奔西安临时大学。从日本占领区到中国大后方，须穿过日伪军封锁线，傅种孙冒险带着数百册外文图书到西安。此后在他的卧室成立了国立西北联合大学数学系书库。1939年至1945年，任国立西北大学数学系教授。
傅种孙的老师、北京师范大学数学系教授蔡钟瀛病重时，傅种孙奉侍汤药，并请大夫会诊。其后蔡钟瀛在甘肃兰州病逝，傅种孙在陕南为蔡钟瀛募捐善后。他还十分爱惜人才。1935年，学生闵嗣鹤一毕业他就将闵嗣鹤推荐到国立北平师范大学附中教书。后来，他又把闵嗣鹤推荐给清华大学的熊庆来教授。1948年，学生王世强大学刚毕业，因肺病住院，无经费疗养，傅种孙为王世强募集了部分医药费。他还聘请自学成材的梁绍鸿为北师大的讲师。
1945年，傅种孙赴英国考察，先后在牛津大学、剑桥大学访问两年。1947年11月回国后，应国立北平师范学院院长袁敦礼邀请，任该校数学系主任兼教授，数学系主任一职任至1956年。1948年，傅种孙提拔王世强为讲师，1949年他又留下3名毕业生取代2个旧助教和1名讲师，并邀来汤璪真教授。后来他又劝退一位老教授。1948年4月9日凌晨，北平市宪警殴打10名国立北平师范学院学生，并将其中8人押到东直门内第三区警署。当日傅种孙和学生们来到国民政府主席北平行辕门前请愿，直到晚上。夜间傅种孙回国立北平师范学院后，又代国立北平师范学院教授会拟成《师院全体教授罢教宣言》。当时他是国立北平师范学院教授会主席。还有几篇类似的文章如《师院教授为四一一暴行声明》等也都由他起草。
1949年北平和平解放后，毛泽东亲到北京师范大学教授汤璪真家，由毛泽东设宴宴请汤璪真、黎锦熙、傅种孙、黄国璋等人。1949年春，傅种孙任北京师范大学教务长及北京市政协委员。1952年，傅种孙卸任北京师范大学教务长职务，被中央人民政府政务院任命为北京师范大学第二副校长。同年兼北京师范大学学报自然科学版主编。1954年，兼任北京市人民委员会委员。1951年，中国数学会及该会北京市分会同时复会，傅种孙任两会常务理事。1951年创办了中华人民共和国时期中国数学会第一个数学教育刊物《中国数学杂志》（后改为《数学通报》），傅种孙任总编辑，请毛泽东题写了刊名。傅种孙对北京师范大学副校长的工作十分负责，1956年在一次会议上突发脑溢血，获抢救而活下来。1956年，傅种孙当选为全国先进生产者。傅种孙是当时北京师范大学仅有的六名一级教授之一（6位一级教授是陈垣、黎锦熙、傅种孙、钟敬文、黄药眠、武兆發）。在副校长任内，傅种孙多次婉拒动员其申请加入中国共产党的劝告，最后一次他说：“我不能像党要求的那样做到绝对服从。”此后再无人劝他入党。
1957年整风运动开始后，1957年6月末，《人民日报》社记者来傅种孙家采访，傅种孙对知识分子问题口述了若干意见，别人笔录写成《中共失策之一》。记者将该文带回报社，尚未发表，有人又从《人民日报》社把该文要回来还给傅种孙。仅仅一两天后，“七一”社论出台，运动转为反右运动。因这篇文章，傅种孙被划为极右分子，免去一切行政及学术职务，下派到数学系资料室工作。傅种孙被打成右派分子的罪状，还有整风初期处理中文系学生江某某和严某某打架事件。当时严某某在饭厅吃饭时提出“还是业务第一”，江某某当即反驳称“应该政治第一”，争吵中严打了江两个嘴巴，江哭着找学校行政领导告状，当值的副校长傅种孙乃安抚江并让严道歉，双方随后和解。不料该消息很快被《北京日报》记者报道称：“北京师大某学生，因坚持‘政治第一’被挨揍了，学校领导竟然敷衍了事处理之”等等。于是不久，傅种孙的罪状之一便成了包庇打人的右派学生。严某某先被学校开大会公开逮捕，后押送到黑龙江省兴凯湖畔某农场劳动改造，直到1979年平反冤假错案才被召回工作。
1961年，傅种孙被摘去右派帽子。1962年1月14日，傅种孙的学生赵慈庚、闵嗣鹤登门拜望傅种孙。师生谈到共同关心的1958年教学改革中的问题时，傅种孙因为激动而突发脑溢血。1962年1月15日凌晨，傅种孙被转到专治心血管病的阜外医院，但抢救无效，于1962年1月18日病逝。
1979年，傅种孙被错划为右派的问题获彻底改正。1981年5月，北京师范大学召开纪念傅种孙座谈会。

## 著作
- C. S. Fu. On Frobenius theorem. The Quartely Journal of Mathematics (Oxford Series), 1946,68(17): 253-256.
- C. S. Fu. A problem on nonsensed circular permutation. 武汉大学理科季刊, 1942,8.
- 程廷熙，傅种孙．初级混合数学（6册）．上海：中华书局，1923,3; 1925.8.
- 傅种孙．高中平面几何教科书．算学丛刻社，1933．（白话文本：平面几何教本．北京：北京师范大学出版社，1982）．
- B. 罗素著，傅种孙，张邦铭译．罗素算理哲学．北京：商务印书馆，1922．
- F. C. 伍德著，傅种孙译．非欧几里得几何学．数理杂志，1921,2: 21-40; 1922,3: 1-32.
- O. 维布伦著，傅种孙译．几何学之基础．数理杂志，1922,3(4): 1-22; 1922,4(1): 1-23.
- D. 希尔伯特著，傅种孙，韩桂丛译．几何原理．北京：商务印书馆，1924．